# Hydrosphère
 (septembre 2017).
Si vous disposez d'ouvrages ou d'articles de référence ou si vous connaissez des sites web de qualité traitant du thème abordé ici, merci de compléter l'article en donnant les références utiles à sa vérifiabilité et en les liant à la section « Notes et références ».

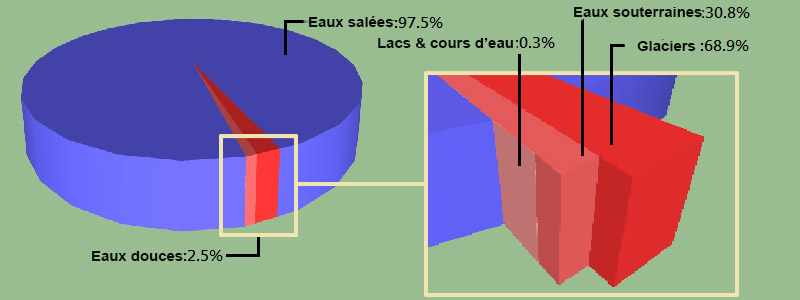
Distribution des eaux dans l'hydrosphère de la Planète Terre

L'hydrosphère (du grec ὕδωρ / hudōr, « eau », et σφαῖρα / sphaira, « sphère ») est l'ensemble des zones d'une planète où l'eau est présente. Elle concerne aussi bien l'eau sous forme liquide (océans, fleuves, nappes phréatiques, etc.), que sous forme solide (glaciers, banquise, neiges éternelles, etc.) ou gazeuse (vapeur d'eau). Il y a donc recoupement avec les notions de cryosphère pour l'eau à l'état solide, et d'atmosphère pour la vapeur d'eau. Il reste également à inclure l'eau contenue dans les êtres vivants, composant la biosphère, même si elle représente la plus petite proportion de l'hydrosphère.

## Hydrosphère terrestre

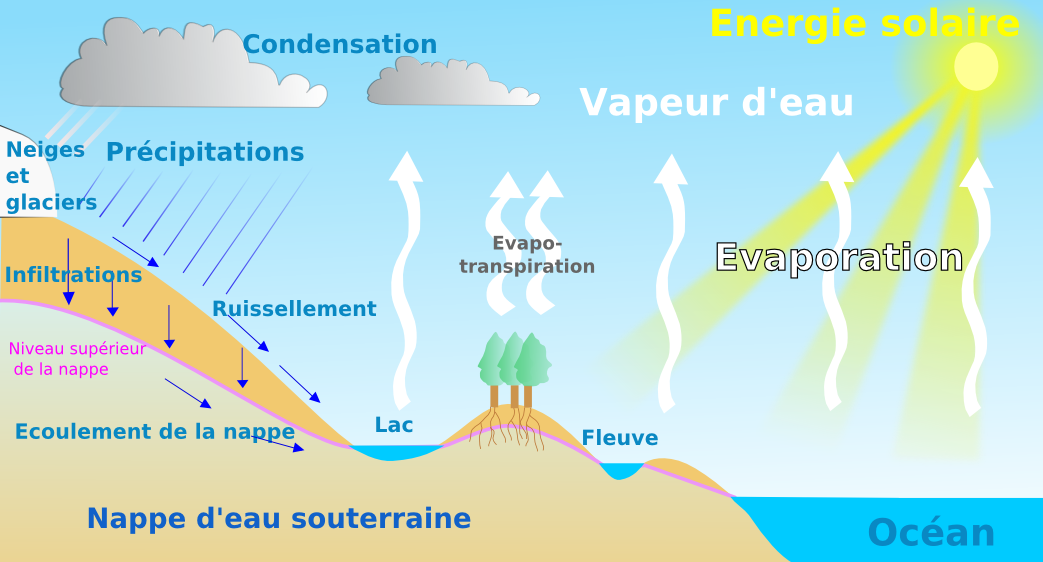
Le cycle de l'eau, processus clé de l'hydrosphère

Le volume de l'hydrosphère terrestre est estimé à environ 1,5 milliard de kilomètres cubes, dont 93,9 % se situe dans les océans qui couvrent environ les trois-quarts de la surface du globe. Sa masse totale est estimée à 1,4 × 1021 kg, ce qui équivaut à environ 0,023 % de la masse totale de la Terre.
L'hydrosphère terrestre est constituée à environ 97 % d'eau salée par les ions de sodium (Na+) et de chlore (Cl−).
L'hydrosphère terrestre serait relativement stable. Chaque année, la Terre perd environ 90 000 tonnes d'hydrogène dans l'espace et gagne environ 50 000 tonnes de matériaux divers, dont une partie est de l'eau.

### Interactions avec les autres structures terrestres

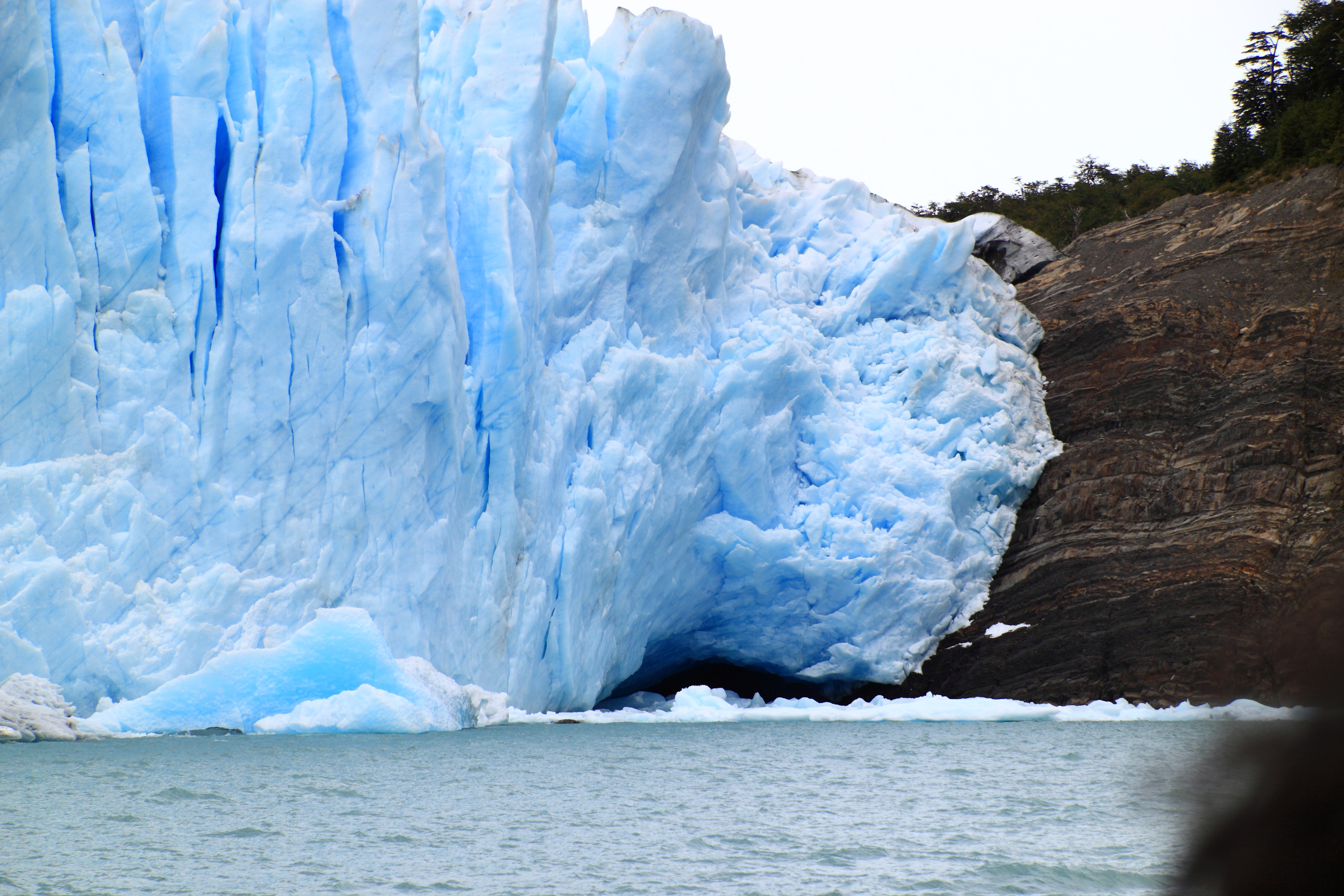
Front du glacier Perito Moreno (Argentine) lieu de contact entre hydrosphère, cryosphère, lithosphère, et atmosphère.

L'eau ayant une chaleur spécifique élevée, l'hydrosphère constitue un énorme réservoir de chaleur et son inertie thermique ainsi que ses courants influencent les climats et les vents des terres émergées. On s'en rend compte en se rappelant que Montréal est sensiblement à la latitude de Bordeaux et New York à celle de Barcelone, les hivers habituels des deux villes du continent américain étant sans commune mesure avec ceux de leurs homologues européennes.
L'eau de l'hydrosphère est en perpétuel mouvement : courants, ondes et marées agitent les mers, les lacs et les fleuves, les glaciers glissent sur les continents, les icebergs voguent à la dérive, poussés par les vents et les courants, et mille ruisselets s'infiltrent dans la roche, creusant des grottes et se chargeant en sel tandis qu'ils courent vers la mer.
Dans son ouvrage How Many People Can The Earth Support, Joel E. Cohen (en) estime la quantité d'eau s'évaporant et retombant annuellement en pluie à l'équivalent d'un cube d'eau douce de 17 km de côté.
L'hydrosphère modèle la lithosphère en l'érodant mais aussi en transportant les débris et en les accumulant au point de former de nouvelles structures géologiques.

### Mers et océans
Les mers sont de grandes masses d'eau salée déterminées par des archipels, de grandes îles ou péninsules ou par des terres relativement proches les unes des autres. Les océans, bien plus grands, séparent les continents et atteignent une profondeur bien supérieure. Les continents se prolongent sous l'eau par une plate-forme continentale d'environ 200 m de profondeur; celle-ci s'achève par un dénivelé abrupt, le talus continental, qui rejoint les grands fonds vers 3 000 m de profondeur.
Bien que les océans et les mers communiquent les uns avec les autres, leur salinité, leur densité et leur température sont différentes. Ainsi les eaux tropicales sont-elles plus salées que les eaux où se jettent les grands fleuves et que les mers froides, du fait de la plus forte évaporation ou parce que les sels se dissolvent mieux dans une eau chaude. La plus forte salinité se rencontre dans la mer Rouge (44 g/l en moyenne et jusqu'à 300 g/l localement), la plus faible, dans la mer Baltique (2 g/l), la salinité moyenne étant de 35 g/l.
On distingue deux grandes zones de profondeur et de caractéristiques relativement homogènes : 

#### Zone euphotique
La zone euphotique — du grec photos (« lumière ») avec le préfixe eu (« bon ») —, peu profonde, est la région où parvient encore de la lumière, où vivent de nombreuses plantes et où l'oxygénation est maximale. Elle se partage en zone hémipélagique (0 à −50 m de profondeur), et en zone mésopélagique (−50 à −200 m) que seuls les ultraviolets atteignent et où les seules plantes sont des algues rouges et brunes;

#### Zone aphotique
La zone aphotique — du grec photos avec le préfixe privatif a (« sans ») —, profonde et peu lumineuse, englobe tout le reste. On y distingue la zone infra-pélagique (−200 à −600 m), enrichie en nutriments par la proximité des côtes et de la zone euphotique et peuplée de nombreuses espèces animales; la zone bathypélagique (−600 à −2 500 m), qui comprend la majeure partie des eaux et où seuls vivent les grands carnivores et les espèces adaptées aux profondeurs; et enfin la zone abyssopélagique (−2 500 m et plus), quasi déserte.

### Les caractéristiques
La pression augmente avec la profondeur - d'environ 1 000 hPa tous les 10 m. À 200 m sous le niveau de la mer, chaque centimètre carré doit supporter 1,023 kg. La température décroît de façon irrégulière et de façon différente suivant la latitude. À l'équateur, elle est en moyenne de 30 °C en surface, 15 °C à −250 m, 8 °C à −500 m, 5 °C à −1 000 m et se stabilise entre 5 et 0 °C à −4 000 m. Ainsi on ne retrouve qu'à 4 000 m de profondeur à l'équateur la température couramment trouvée en surface aux pôles.
Il faut également préciser que plus de 90 % de l'eau de la planète se trouve dans les océans, qui ont une profondeur moyenne de 3 800 m.

### Mers intérieures et lacs
Les mers intérieures et les lacs sont d'importants réservoirs d'eau plus ou moins douce. Selon leur origine on distingue les lacs volcaniques (circulaires), glaciaires (de forme allongée et irrégulière) résultant de la fonte d'anciens glaciers, tectoniques (irréguliers) formés par les mouvements de la croûte terrestre (comme la mer Morte), côtiers (formés d'eau saumâtre), karstiques (occupant des dépressions argileuses), résiduels (restes d'anciennes mers ou golfes, comme la mer Caspienne), alluvionnaires, et enfin de barrage (artificiels ou naturels).

### Fleuves
Ils sont alimentés par les précipitations atmosphériques (via les torrents) ou la fonte des glaciers et sont caractérisés par un flux d'eau permanent. La quantité d'eau qui traverse à chaque seconde une section d'un cours d'eau est appelée son débit, mesuré en m3/s ; le débit est maximal durant la crue et minimale durant l'étiage. La région recouvrant l'ensemble des affluents d'un fleuve constitue son bassin hydrographique.

## Hydrosphères d'autres corps célestes
Les trois principaux satellites de Jupiter possèdent également des hydrosphères notables. Europe dont la surface est recouverte de glace, présente un océan subglaciaire d'une centaine de kilomètres de profondeur sous l'ensemble de la croûte de glace d'eau. Ganymède possèderait vraisemblablement une hydrosphère analogue à celle d'Europe avec la présence d'un océan pris entre deux couches de glace . Callisto pourrait elle aussi posséder un océan sous sa surface. 
Gliese 581 c qui est l'exoplanète connue la plus similaire à la Terre, gravitant dans la zone habitable de Gliese 581, a une température moyenne qui pourrait être comprise entre 0 °C et 40 °C, ce qui autoriserait la présence d'eau à l'état liquide en surface.